# Prakseda
Prakseda – imię żeńskie pochodzenia greckiego, powstało od wyrazu praksis (działanie). Prakseda imieniny obchodzi 21 lipca.

## Osoby o imieniu Prakseda
- Święta Prakseda
- Marcelina Sembrich-Kochańska, właściwie Prakseda Marcelina Kochańska
- Prakseda Wolska